# Gesualdo Fuina
Gesualdo Fuina (Castelli, 19 aprile 1755 – Castelli, 1822) è stato un ceramista italiano.

## Biografia
IL ceramista Gesualdo Francesco Saverio Fuina apparteneva ad una dinastia di maiolicari di Castelli ed è considerato l'ultimo dei grandi della ceramica castellana. Sposò Maria Donata de Petris, figlia del notaio Pietro Valentino e di Anastasia Stella. Dei suoi sette figli, Emidio e Amato assicureranno la discendenza, andrà tuttavia perduta l'attività artistica della bottega di ceramica della famiglia.
Era figlio di Nicola Amato Fuina (1721-1796) e di Palma d'Annunzio. Nella sua bottega da ceramista - censita al Catasto di Castelli dal 1743 - suo padre eseguiva manufatti di uso comune, per la cucina, per la tavola e per il governo degli animali. 
Accortosi delle tendenze artistiche del figlio, dopo averlo istruito sui primi rudimenti della decorazione sulla ceramica, Nicola Amato Fuina preferì che si perfezionasse presso altri ceramisti, come Francesco Saverio Grue (1731-1800 circa), figlio di Francesco Antonio Saverio Grue, e come Silvio De Martinis.

### Nuovi decori per la ceramica castellana
L'arte della ceramica castellana alla fine del XVIII secolo era entrata in crisi: il tradizionale paesaggio tardo barocco con gli ornati con putti e festoni e le scene mitologiche e bibliche non erano più apprezzate dalla committenza. Il mercato preferiva il gusto - imposto della manifattura di porcellana di Capodimonte - dei servizi da tavola, delle tazzine, delle brocche e delle chicchere, con i piccoli decori a mazzetti di fiori, sul fondo bianco. Gesualdo Fuina intuì questo cambiamento e, insieme al giovane ceramista Michele De Dominicis (1781-1861), indirizzò la produzione della ceramica verso più moderni decori, assecondando il trapasso dal tardo barocco al Settecento inoltrato e sperimentando anche nuovi colori, come il verde acceso e il rosso porpora, fino allora sconosciuti alla policromia castellana.
Orientandosi sulle nuove richieste del mercato, Gesualdo Fuina dipingeva quindi fiori e minuscole figure, su fondo bianco, a volte impreziosito con oro a terzo fuoco. La tecnica del terzo fuoco era stata appresa da Francesco Saverio Grue a Napoli, durante la sua permanenza, prima come operaio poi come direttore, nella fabbrica di borbonica che stava imponendo al mercato la porcellana, a scapito della maiolica. Al centro del piatto, con tocchi rapidi, Gesualdo Fuina dipingeva un mazzetto di fiori, con tulipani, rose e anemoni, e sul bordo aggiungeva altri fiori, sparsi o a mazzetti: sono noti come "fioracci" e ancora oggi sono realizzati nelle botteghe artigiane di Castelli.